# Naturistencamping

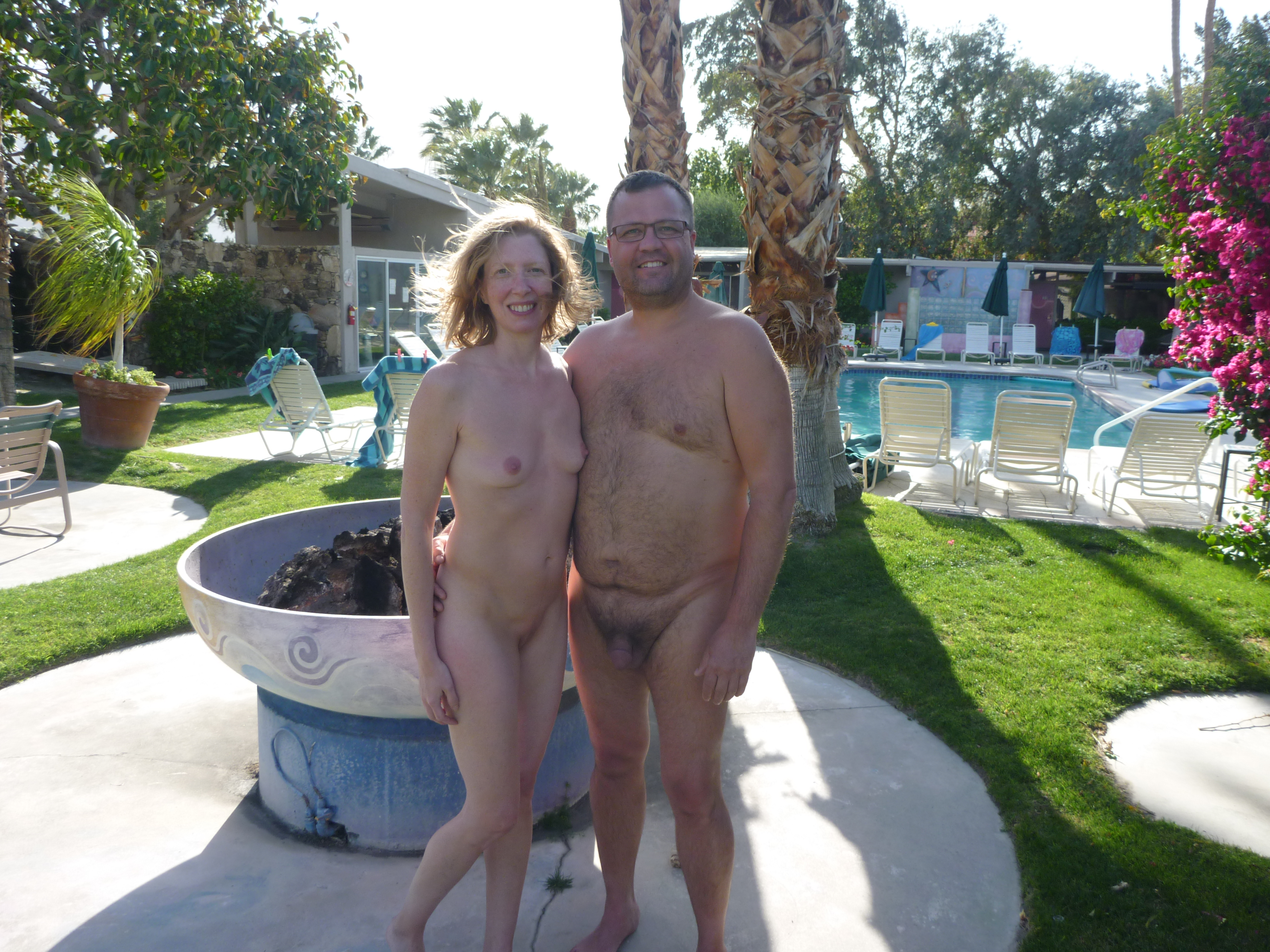
Een stel op de naturistencamping Terra Cotta Inn, Palm Springs, California

Een naturistencamping is een camping waarop de aanwezigen geen kleding hoeven te dragen. Men kan er naaktrecreëren.
Naturistische campings worden net als textielcampings (de reguliere campings) op verschillende wijzen beheerd en geëxploiteerd. Er zijn commerciële naturistencampings en naturistische verenigingsterreinen. 
De commerciële zijn vrij toegankelijk voor iedereen en vereisen geen lidmaatschap. 
Nederland kent twee van deze campings. België geen. Frankrijk zo’n honderd en Spanje meerdere tientallen. Ook Duitsland, Oostenrijk, maar vooral Kroatië kennen veel vrij toegankelijke naturistencampings.
Sommige textielcampings hebben een apart gedeelte ingericht voor mensen die graag naakt willen recreëren.
Voor gezinnen en groepen waarbij een deel naakt en een ander deel gekleed wil blijven, bestaan er campings met een zogenaamd “Clothing optional” beleid. In het Nederlands betekent dit dat er zowel naakt als gekleed gerecreëerd wordt.

## Grote commerciële naturistencampings
Dit zijn campings die vele honderden tot enkele duizenden gasten een plaats kunnen bieden. Deze bedrijven worden op dezelfde wijze geëxploiteerd als textielcampings en staan open voor iedereen. Er zijn net als bij textielcampings verschillen in faciliteiten en sfeer.

## Kleine tot middelgrote commerciële naturistencampings
Deze campings bieden plaats aan een tiental tot een paar honderd gasten. Zij kunnen worden beheerd zoals de grote commerciële campings. Ook kunnen zij een typische sfeer meekrijgen zoals de eigenaar of beheerder het bedacht heeft. Dit uit zich vaak in de kleinschaligheid, rust, culinaire avonden en dergelijke.

## Verenigingsterreinen
Dit zijn kleine campings, tot enkele hectaren groot. De meeste zijn kleine grasvelden of bospercelen met een schutting omheind. Zij worden door de leden van de vereniging bekostigd en onderhouden, en kunnen meestal alleen door hen worden bezocht.
Naast de eigenleden worden ook wel leden van andere verenigingen of Naturisten Federatie Nederland toegelaten. Een verenigingsterrein kan toebehoren aan naturistenverenigingen als Zon en Leven of een Lichtbond, maar kan ook zelfstandig zijn.

## Prettig Bloot
Door de Naturisten Federatie Nederland (NFN) kan aan bepaalde locaties het Prettig Bloot keurmerk zijn toegekend.